# Ritratto di giovane (Botticelli)
Il Ritratto di giovane è un dipinto a tempera su tavola (51x33,7 cm) di Sandro Botticelli, databile al 1470 circa e conservato nella Galleria Palatina di Palazzo Pitti a Firenze.

## Storia
Si ignora la collocazione originaria del dipinto e l'identità del giovane effigiato. L'opera, presente negli inventari antichi come opera di Andrea del Castagno, è testimoniato a palazzo Pitti dal 1829. Fu Adolfo Venturi a indicare per primo il nome di Botticelli, collocandolo alla fase giovanile della sua produzione, come confermato poi da Mandel, Bohm, Pons, Caneva, Luchs e Padovani.

## Descrizione e stile
Questo dipinto è uno dei primi in cui il soggetto viene ritratto non di profilo, come era consuetudine, ma di tre quarti, secondo una consuetudine derivata dalla pittura fiamminga che in Italia iniziò a sostituire il ritratto di profilo, di stampo umanistico, nella seconda metà del XV secolo.
Il giovane ragazzo è ritratto fino al busto, voltato verso sinistra, con indosso una mantella rossa da ricco borghese e un capperone con il tipico drappo ricadente sulle spalle. L'effigie è al tempo stesso sintetica e celebrativa, con una sottile tensione psicologica, data dallo sguardo diretto che il giovane rivolge allo spettatore. La leggera visione dal basso dà al personaggio un tono aristocratico di superiorità.
Lo sfondo è un cielo azzurrino che schiarisce verso l'orizzonte.
Il ritratto è dominato dal linearismo formale che non esita a sacrificare la terza dimensione.